# Moore Threads
Moore Threads Technology Co. Ltd (en chino: 摩尔线程) es una empresa tecnológica china especializada en el diseño de unidades de procesamiento gráfico (GPU), fundada en octubre de 2020 por Zhang Jianzhong (张建中), antiguo vicepresidente mundial de Nvidia y director general de Nvidia China. La compañía afirma ser la primera empresa china en introducir una solución de GPU nacional "con todas las funciones".

## Historia
En octubre de 2020, la empresa fue fundada por el antiguo vicepresidente global y director general de Nvidia en China, Zhang Jianzhong. Posteriormente recibió financiación durante el primer año en tres rondas de financiación de inversores como Shenzhen Capital Group, GGV Capital, Sequoia Capital China, ByteDance y Tencent.

## Productos
El 31 de marzo de 2022 anunció sus primeros productos, el MTT S60 para computadoras de escritorio y estaciones de trabajo, y el MTT S2000 para servidores, basados en la primera generación de MUSA (Moore Threads Unified System Architecture, también conocida como "苏堤").
|                     | MUSA MTT S60                       | MUSA MTT S2000                     |
| ------------------- | ---------------------------------- | ---------------------------------- |
| Proceso             | 12 nm                              | 12 nm                              |
| Núcleos GPU MUSA    | 2,048                              | 4,096                              |
| Rendimiento         | 6 TFLOPS (192 GPix/s fill rate)    | 12 TFLOPS                          |
| VRAM                | 8 GB LPGDDR4X                      | 32 GB (unconfirmed memory type)    |
| Factor de forma     | Single slot blower                 | Single slot passive                |
| APIs                | DirectX, Vulkan, OpenGL, OpenGL ES | DirectX, Vulkan, OpenGL, OpenGL ES |
| Sistemas operativos | x86/ARM/LoongArch; Windows/Linux   | x86/ARM/LoongArch; Windows/Linux   |
| Pantalla            | DisplayPort 1.4, up to 8K          | DisplayPort 1.4, up to 8K          |